# Хваран
Хваран (кор. 화랑, дословно: цветочные юноши) — юношеский социальный институт в древнекорейском государстве Силла, существовавший до X века. В хвараны набирались юноши 14-15 лет, как из семей аристократов, так и из семей простолюдинов, затем получавшие специальное воспитание. В мирное время они изучали канонические конфуцианские и буддийские тексты, путешествовали по горам и долинам, посещали священные места, совершая ритуалы, направленные на упрочение мировой гармонии, учились управлять страной и сочинять хянга. На войне же они сражались в первых рядах и были наиболее подготовленными боевыми отрядами, о подвигах которых сохранилось немало сведений в корейских летописях, таких как Самгук саги и Самгук юса.
Духовная подготовка хваранов базировалась на «Пяти заповедях», сформулированных первым духовным наставником хваранов буддийским монахом Вонгваном, жившим во времена правления короля Чинпхён-вана (579-631):
1. Государю будь предан (сагун ичхунъ; кор. 사군이충?, 事君以忠?)
2. С родителями будь почтителен (сачхин ихё; кор. 사친이효?, 事親以孝?)
3. С друзьями будь искренен (кёу исин; кор. 교우이신?, 交友以信?)
4. В бою будь храбр (имджон мутхве; кор. 임전무퇴?, 臨戰無退?)
5. Убивая живое, будь разборчив (сальсэнъ ютхэк; кор. 살생유택?, 殺生有擇?)

Иерархия:
1. Вонхва (кор. 원화 «источник цветов») - благородная дама - покровительница
2. Куксон (кор. 국선 «государственные святые») - великий магистр
3. Вон Санхва (кор. 원상화) - старший офицер, ответственный за тренировку
4. Пхунвольчжу (кор. 풍월주 «хозяева ветра и луны») - главный офицер
5. Нандо (кор. 낭도 «сопровождающие воинов») - младшие подчинённые хваранов